# نقش سلمى بنت أوس أرشان
نقش سلمى بنت أوس أرشان هو أحد أقدم نقوش اللغة العربية الحجازية القديمة (لغة قريش) كتب بالخط الداداني، ويتكون من أربعة أسطر، يطلق عليه في الأوساط البحثية نقش (JSLih 384)، عثر عليه في العلا شمال الحجاز، ويتميز النقش بوجود اسم الموصول المؤنث (التي) وهي من السمات المميزة للعربية الفصحى٬ كتب النقش في فترة ما قبل الميلاد ولا يعرف على وجه التحديد متى كان ذلك. 

## النقش
نص النقش : 
1: nfs¹/ʿbds¹mn/bn
2: zdḫrg/ʾlt/bnh
3: s¹lmh/bnt/{ʾ}s¹
4: ʾrs²n/
نفس/عبدسمن/بن/زدخرج/ألت/بنه/سلمه/بنت/أس/أرشن
المعنى:
نفس عَبْدِ سَـمِين(؟) بن زيد خرج(1) التي بناها سلمةُ(2) بِنْتُ أَوْس أرشان.
شرح المفردات:
1. “خرج” هو اسم إله.
2. سَلِيمَةُ أو سُلَيْمَةُ.
- زيد خرج أسم مركب، مثل (عبدالله، عبدالعزيز، عبدالرحمن).
- نفس: ضريح